# カタクチイワシ
カタクチイワシ（片口鰯、 Engraulis japonicus ）は、ニシン目カタクチイワシ科に分類される魚の一種。いわゆるイワシの一種で、人類の利用のみならず食物連鎖の上でも重要な魚である。

## 分類
マイワシ、ウルメイワシと同じくイワシの一種だが、カタクチイワシは目が頭部の前方に寄っていて、口が頭部の下面にあり、目の後ろまで大きく開くことが特徴である。和名も「上顎が下顎に比べて大きく片方の顎が著しく発達している」ことに由来する。また、他の2種よりも体が前後に細長い。分類上でも、マイワシとウルメイワシはニシン科（Clupeidae）だが、カタクチイワシはカタクチイワシ科（Engraulidae）である。

## 分布
西部太平洋に生息し、北海道から九州南岸までの太平洋・日本海、台湾・広東省まで分布する。ごく稀にフィリピンやスラウェシ島などからも記録がある。内湾から沖合いまで、沿岸域の海面近くに大きな群れを作る。

## 形態
成魚は最大で全長18 cm、体重45 g。標準体長は14 cmほど。背鰭は14 - 16軟条。臀鰭は13 - 18軟条。体は細長く、円筒形に近い。体色は背中側が青灰色で、腹側が銀白色をしている。鱗は円形をした「円鱗」（えんりん）だが剥がれやすく、漁獲された際に鱗が脱落してしまうことも多い。断面は背中側がやや膨らんだ卵形をしている。上顎の後端は眼より後方へ伸長する。臀鰭は背鰭基底の後方から始まる。腹部の稜鱗は腹鰭直前の1枚以外にはない。

## 生態

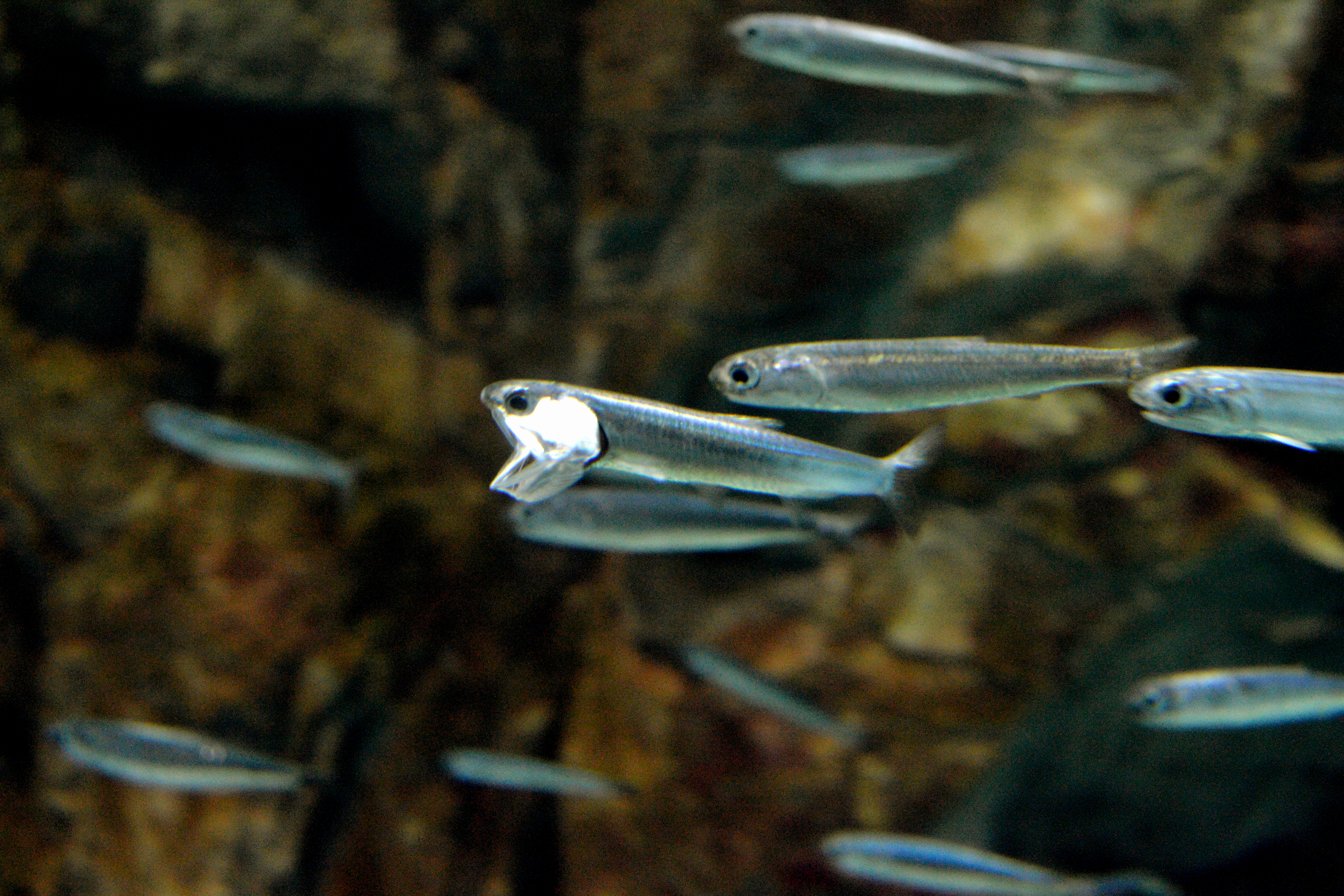
口を大きく開けてプランクトンを濾過摂食するカタクチイワシ。

沿岸から沖合の表層を遊泳する。プランクトン食性で、泳ぎながら口を大きく開けて植物プランクトンや動物プランクトンを海水ごと吸い込み、鰓の鰓耙（さいは）でプランクトンを濾過摂食する。
一方、敵はカモメやカツオドリなどの海鳥、サメやカツオ、スズキなどの肉食魚、クジラやイルカなどの海生哺乳類、イカ、人間など非常に多岐にわたり、人類の利用のみならず食物連鎖の上でも重要な生物である。カタクチイワシは天敵から身を守るために密集隊形を作り、群れの構成員全てが同調して同じ向きに泳いで敵の攻撃をかわす。これは他の小魚にも共通する防衛策である。対する敵はイワシの群れに突進を繰り返して群れを散らし、はぐれた個体を襲う戦法を取る。
産卵期はほぼ1年中だが、春と秋に産卵するものが多い。卵は楕円形の分離浮性卵で、1粒ずつがバラバラに水中を漂いながら発生する。孵化した稚魚は急速に成長し、1年経たずに繁殖ができるようになる。寿命は2年-3年ほどである。産卵場はオホーツク海から九州までの沿岸である。

## 利用

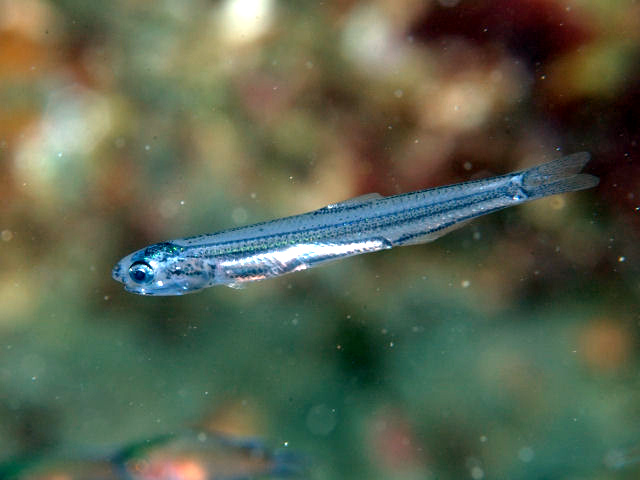
カタクチイワシの仔魚。シラスと呼ばれる。

カタクチイワシは日本で最も漁獲量の多い魚で、日本各地で巻き網や地引き網などで漁獲される。また、「シラス」は主にカタクチイワシの幼魚である。
鮮度の良いものは刺身など生で食べることもできるが、傷みが早く入手が限られる。鰯の中でも新鮮なカタクチイワシの刺身は、最も美味しいと言われている。ただし季節と漁場によってはアニサキスの寄生が見られ、生食に際しては細心の注意が必要である。
最も多い利用法は煮干し等の干物で、同様に良い干物の決め手も鮮度であるため、加工作業は時間との戦いとなる。カタクチイワシが水揚げされると港や加工場はにわかに忙しくなる。
おもな利用法には以下のようなものがある。
- 畳鰯（たたみいわし） - 稚魚を板海苔状にまとめ干物にしたもの。
- 白子干し（しらすぼし） - 稚魚を塩茹でし干したもの。カルシウムを含む食品の代名詞でもある。やわらかいものから乾燥度合いにより「しらすちりめん」「太白ちりめん」「上乾ちりめん」に区別される。やや個体の大きいものは「かえりちりめん」と呼ばれる。干していないものは「釜揚げしらす」と呼ばれる。
- 煮干し（にぼし） - 茹でて乾燥させたもの。主に出汁をとるために利用される。個体の小さいものはしらす干しと同様に食されることも多い。
- 目刺（めざし） - 立て塩をした後、数匹ずつ竹串に刺して乾燥させた干物。流通段階では竹串は外されていることが多い。乾燥度合いの違いにより「若干し」「丸干し」に分けられる。
- 田作（たづくり） - ゴマメ（小型のカタクチイワシを素干ししたもの）を砂糖と醤油で煮絡めたもの。御節料理の祝い肴として知られる。
- 塩蔵アンチョビ - 三枚に下ろして塩漬けにした後、冷暗所内で熟成・発酵させたもの。イタリアやスペイン、ポルトガルなどの南ヨーロッパ諸国において非常にポピュラーな食材のひとつである。缶詰や瓶詰めの品にはオリーブオイルが加えられることが多い。しばしば同様に鰯を原材料とするオイルサーディンと混同されるが、塩蔵アンチョビに用いるカタクチイワシは非加熱で加工法も異なる。日本国内で「アンチョビ」と呼ばれるものは、ほとんどの場合この塩蔵品を指す。
- ごま漬け - 千葉県九十九里地方の郷土料理。
- 調味料 - 魚醤または蛋白自己消化物と呼ばれる発酵調味料原料として用いられる。

食用以外にもカツオなど肉食魚の釣り餌として用いられる。カツオ漁に用いられるカタクチイワシは、生で用いられるため生け簀にストックされ、海上でカツオ船相手に売買される。
農業用の肥料としても利用されているが、1990年代頃から漁獲量に減少傾向がみられてからは、以前ほどの消費量ではなくなっている。
また、広島県では郷土料理として小いわし料理があり、牡蠣やお好み焼きと並ぶ食の名物であるほか、長崎県雲仙市ではカタクチイワシを塩辛にしたエタリの塩辛が食されている。

## 別名
日本では古くから食用に供されてきたため、地方ごとに様々な別名をもつ。小いわし（広島）、カタクチ（三崎・米子・下関）、ヒシコ（鯷）（水戸）、ヒシコイワシ、シコ（鯷）、シコイワシ、田作り（タヅクリ）、五万米（ゴマメ）、背黒鰯（セグロイワシ）、狼鰯（オオカミイワシ）、脹眼（ハンガン）、金山（カナヤマ）、丸（マル）、ヒラレ、泥目（ドロメ）、ドロイワシ、ママゴ、エタレ、クロタレ、シラス、タレクチ（山陰）、チリメン、タレ、ホタレイワシ（高知）、ホオタレ、ホホタレ、ホウタレ、ブト（仙台・新潟）、コシナガ、カエリ、カクハリなど、多種多様な呼び名がある。

## シノニム
- Atherina japonica Houttuyn, 1782
- Engraulis capensis (non Gilchrist, 1913)
- Engraulis japonica Temminck & Schlegel, 1846
- Engraulis zollingeri Bleeker, 1849
- Engraulus japonicus Temminck & Schlegel, 1846
- Stolephorus celebicus Hardenberg, 1933
- Stolephorus zollingeri (Bleeker, 1849)

## 近縁種

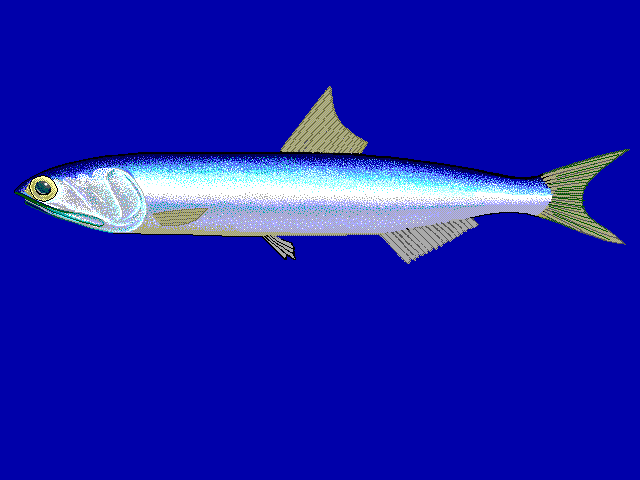
カタクチイワシの近縁種ペルーアンチョビ (Engraulis ringens)

カタクチイワシ属（Engraulis 属）は世界各地の熱帯・温帯の海から7種類ほどが知られ、どれも重要な漁業資源となっている。
- E. anchoita C. L. Hubbs & Marini, 1935 (Argentine anchoita)
- E. australis (J. White, 1790) (Australian anchovy)
- E. capensis Gilchrist, 1913 (Southern African anchovy)
- E. encrasicolus (Linnaeus, 1758) (European anchovy) - 東大西洋と西インド洋
- E. japonicus  Temminck & Schlegel, 1846 (Japanese anchovy) - カタクチイワシ
- E. mordax Girard, 1854 (Californian anchovy)
- E. ringens Jenyns, 1842 (Peruvian anchoveta) - 太平洋の南アメリカ沿岸

アンチョビ（anchovy）はカタクチイワシ属、さらに広義にはカタクチイワシ科の各種を指す総称として用いられるが、日本で「アンチョビ」と呼んだ場合は魚よりも加工品を指すことが多い。